# Victoria, Tarlac

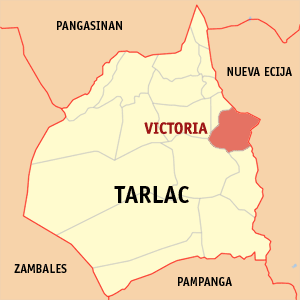
Bản đồ Tarlac với vị trí của Victoria

Victoria là một đô thị hạng 3 ở tỉnh Tarlac, Philippines.
Theo điều tra dân số năm 2000, đô thị này có dân số 50.930 người trong 10.35 hộ.

## Các đơn vị hành chính
Victoria được chia thành 26 barangay.
| - Baculong - Balayang - Balbaloto - Bangar - Bantog - Batang-batang - Bulo - Cabuluan - Calibungan - Canarem - Cruz - Lalapac - Maluid | - Mangolago - Masalasa - Palac-palac - San Agustin - San Andres - San Fernando (Pob.) - San Francisco - San Gavino (Pob.) - San Jacinto - San Nicolas (Pob.) - San Vicente (Pob.) - Santa Barbara (Pob.) - Santa Lucia (Pob.) |